# No te portes mal
«No te portes mal» es una canción perteneciente al grupo de rock argentino GIT. Es el primer sencillo y corte de difusión de su quinto álbum de estudio Distorsión, editado bajo el sello EMI en el año 1992. En esta canción, el sonido de la banda había cambiado del new wave que interpretaban en la década del ochenta, por el rock más pesado. El videoclip fue protagonizado por los tres miembros de la banda y en el participó la modelo chilena Ivette Vergara.